# Saint-Ciers-de-Canesse
 Saint-Ciers-de-Canesse  là một xã thuộc tỉnh Gironde trong vùng Aquitaine tây nam nước Pháp. Xã này nằm ở khu vực có độ cao trung bình 60 mét trên mực nước biển.